# Creatonotos pedunculata
Creatonotos pedunculata är en fjärilsart som beskrevs av Embrik Strand 1919. Creatonotos pedunculata ingår i släktet Creatonotos och familjen björnspinnare. Inga underarter finns listade i Catalogue of Life.